# مسجد مصطفى باشا (رودس)
مسجد مصطفى باشا، هو مسجد تاريخي من العصر العثماني في جزيرة رودس في بحر إيجة، بجنوب اليونان.

## التاريخ
يقع المسجد داخل مدينة رودس القديمة المسورة، في ساحة اريونوس بمنطقة حمام سليمان بها نقش رخامي على إطار الباب يُسمي مؤسسه السلطان مصطفى الثالث، الذي أقام المسجد حوالي عام 1764.
تم تسجيل المسجد والنافورة المثمنة في الفناء من قبل وزارة الثقافة اليونانية في عام 1948.

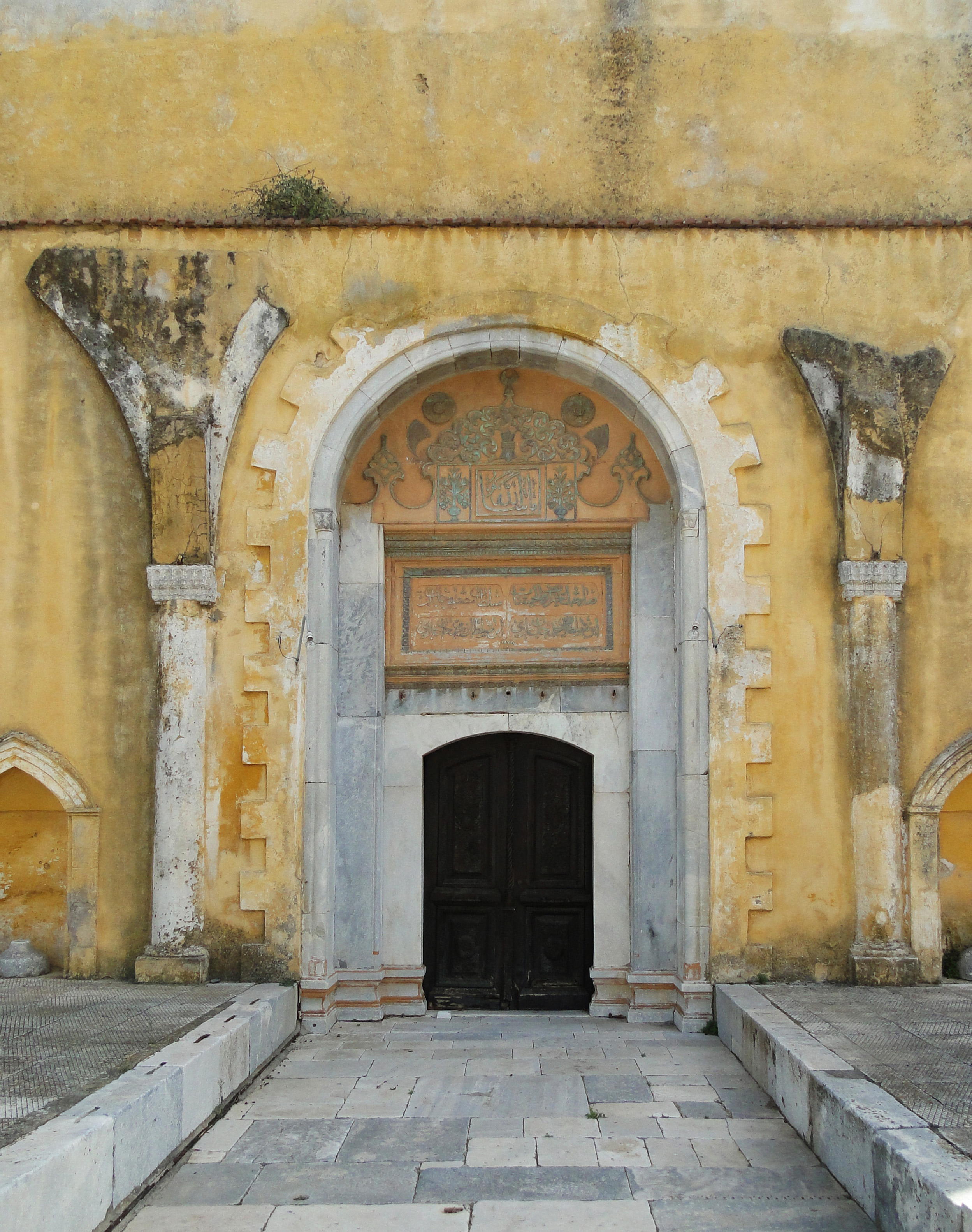
مسجد مصطفى باشا

أزيلت مئذنة المسجد عام 1973، ولا تزال مدمرة حتى يومنا هذا.
تم إستخدام المسجد أيضاً كمكتب زفاف من قبل الجالية المسلمة في الجزيرة منذ عام 1977.

## الوصف
للمسجد شكل مستطيل ويتكون سقفه من قبة كبيرة في الوسط، محاطة بقبتين في اتجاه الشرق والغرب، وقبتين أصغر حجما في الوسط.
للمحراب شكل خاص بالمقارنة مع المحاريب الموجودة في باقي مساجد الجزيرة، فهو ليس مجوفًا ولا عميقًا جدًا، أقل من ربع الدائرة متوج بقوس على شكل هلال، ويحيط به عمودان أسطوانيان ذوا قاعدة مستطيلة وعلى قمتهما تيجان.
يعد منبر مسجد السلطان مصطفى باشا من أكبر المنابر الرخامية الباقية في الجزيرة، وهو مصنوع من قطع من الرخام الرمادي اللون ومزين بقمة مزينة بزخارف عربية ويوجد أسفله نقش كتابي يحتوي على الشهادة.